# Ayent
Ayent (toponimo francese) è un comune svizzero di 3 935 abitanti del Canton Vallese, nel distretto di Hérens.

## Storia
Dal suo territorio nel 1877 fu scorporata la località di Arbaz (tranne la frazione Blignou), divenuta comune autonomo del distretto di Sion.

## Monumenti e luoghi d'interesse

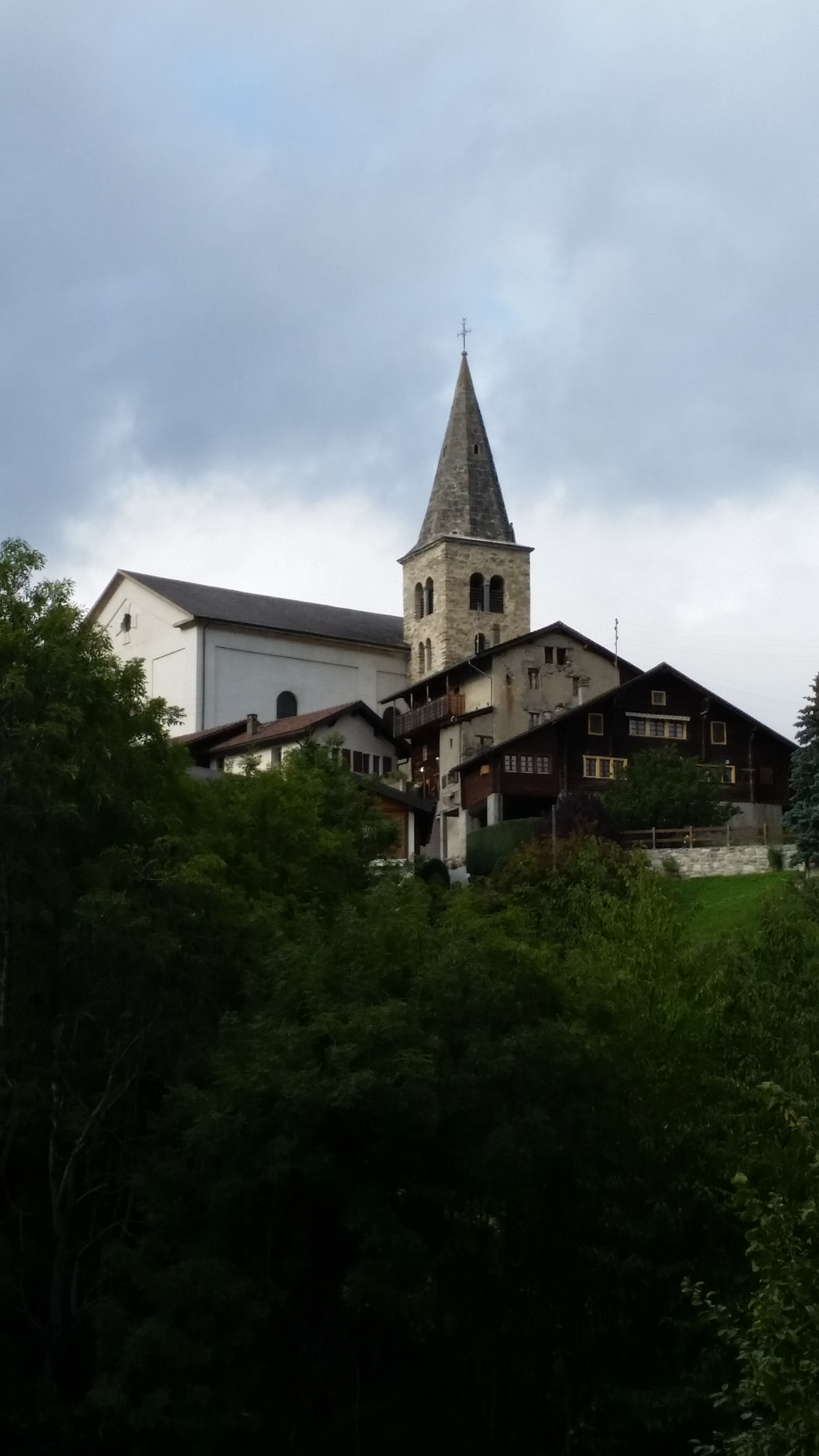
La chiesa di San Romano

- Chiesa parrocchiale cattolica di San Romano, attestata dal 1279 e ricostruita nel 1862[2].

## Società

### Evoluzione demografica
L'evoluzione demografica è riportata nella seguente tabella:
Abitanti censiti

## Geografia antropica

### Frazioni

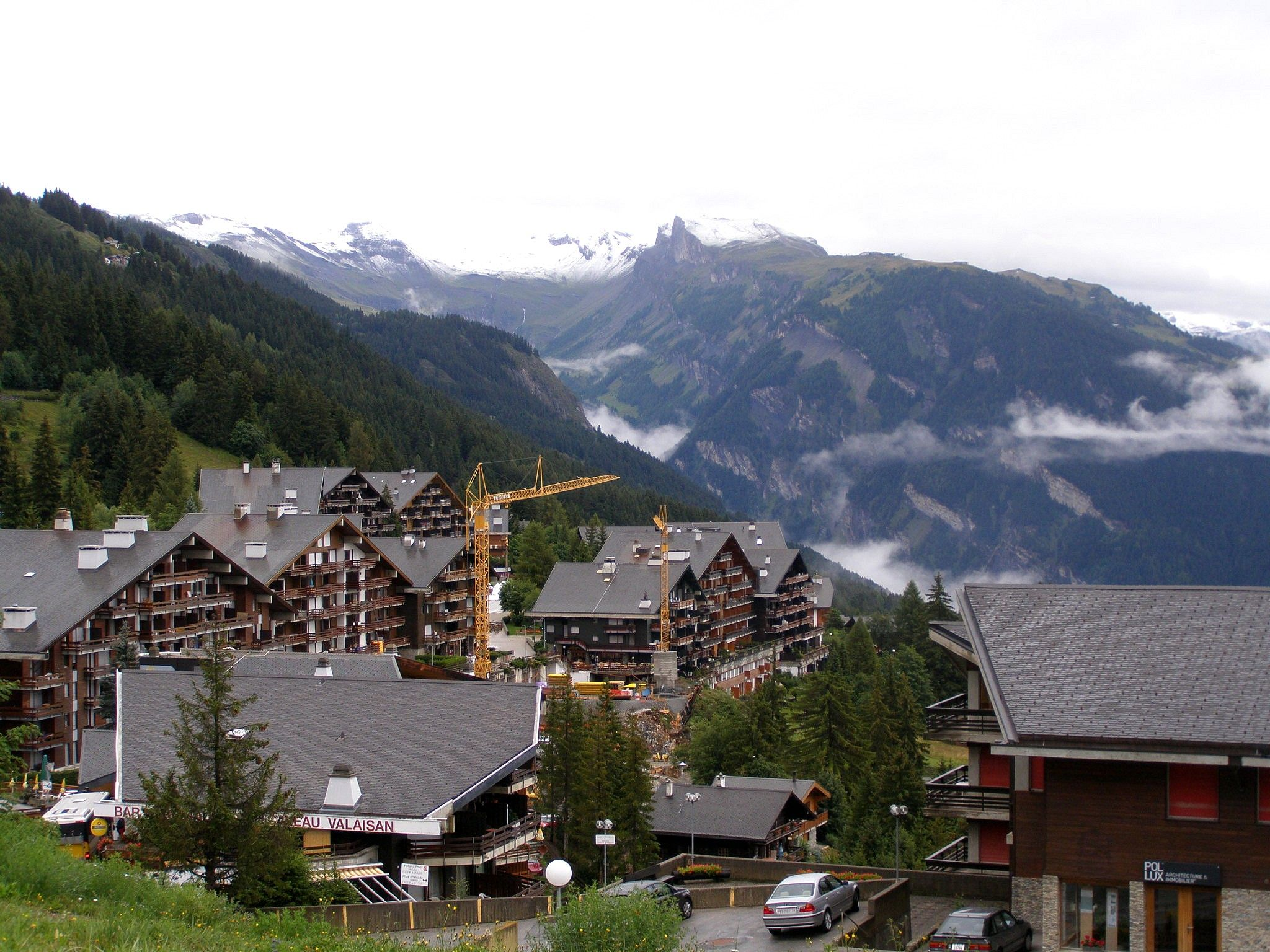
Anzère

- Anzère
- Argnou
- Blignou
- Botyre
- Fortunau
- La Place
- Luc
- Saint-Romain
- Saxonne
- Signèse
- Villa

## Amministrazione
Ogni famiglia originaria del luogo fa parte del cosiddetto comune patriziale e ha la responsabilità della manutenzione di ogni bene ricadente all'interno dei confini del comune.